# Gustaf Fogelberg

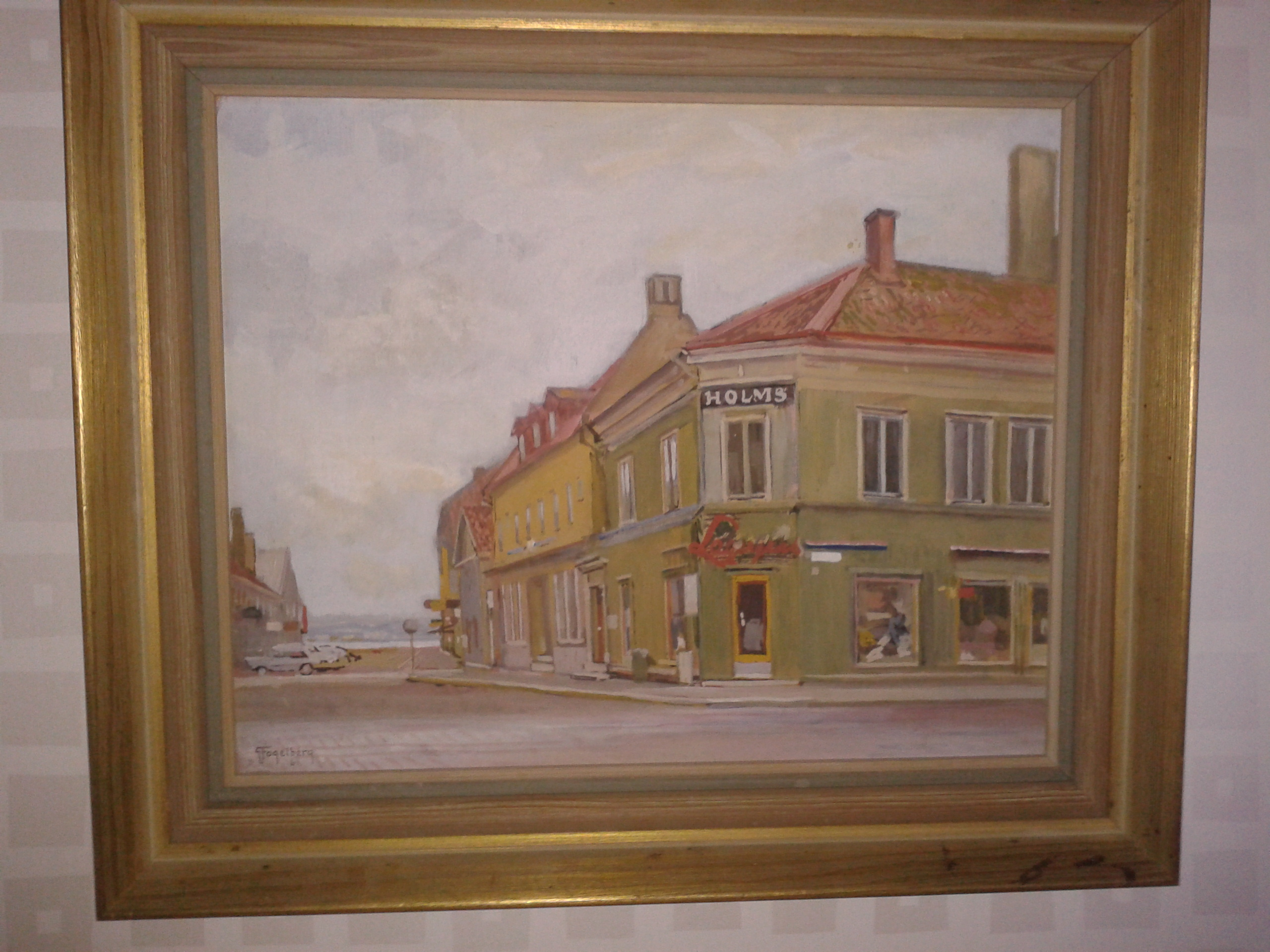
Oljemålning, 196?; Östra Storgatan 13, Jönköping

Gustaf Emil Laurentzius Fogelberg, född 1 april 1901 i Jönköping, död 19 december 1971, var en svensk konstnär.
Han var son till skomakaren Ernst Fogelberg och Augusta Magnusson och från 1927 gift med Hetty Svea Dorotea Cederqvist samt farbror till Sonja Fogelberg.
Fogelberg studerade vid Tekniska yrkesskolan i Jönköping 1918–1922 samt under studieresor i Europa. Han ställde ut separat i Eskilstuna 1948 och tillsammans med tre andra smålandskonstnärer ställde han ut på Konstsalong Rålambshof i Stockholm 1943 och med Södra Vetterbygdens konstnärers utställningar. Hans konst består av figurer, stadsmotiv, gårdsinteriörer och kåkar i det gamla Jönköping. Fogelberg är representerad vid prins Eugens Waldemarsudde med gouachen Rågskylar i motljus och akvarellen Skärgårdslandskap med stuga. Makarna Fogelberg är begravda på Östra kyrkogården i Jönköping.